# Ley de Acceso Electrónico de los Ciudadanos a los Servicios Públicos
La Ley 11/2007, de 22 de junio, de Acceso Electrónico de los Ciudadanos a los Servicios Públicos mencionada a veces por sus siglas LAECSP es una ley española que reconoce a los ciudadanos su derecho a relacionarse electrónicamente con las administraciones públicas, así como la obligación de éstas a garantizar ese derecho.
Esta Ley fue derogada por la Ley 39/2015, de 1 de octubre, del Procedimiento Administrativo Común de las Administraciones Públicas.
Los trabajos para la elaboración de esta norma comenzaron en la primavera de 2006 y en ellos han participado representantes del sector privado a través del Consejo Asesor de Administración Electrónica; ciudadanos, mediante los espacios de participación de la Red 060); partidos políticos y miembros de otras administraciones públicas.[cita requerida]
La Ley 11/2007 es la primera norma con rango de ley que se centra enteramente en la problemática propia de la administración electrónica, es por tanto la norma legal de referencia en esta materia y establece un marco homogéneo para las tres administraciones en la materia.
Su principal objetivo es reconocer y garantizar el derecho del ciudadano a relacionarse por medios electrónicos con las Administraciones Públicas. Por otra parte se pretende impulsar el uso de los servicios electrónicos en la Administración creando las condiciones necesarias, y de manera indirecta ejercer con ello un efecto arrastre sobre la sociedad de la información en general.
Las Administraciones Públicas tienen la obligación de posibilitar el acceso a todos sus servicios electrónicos, incluyendo registros, pago, notificaciones y la consulta del estado de tramitación de sus procedimientos desde el 31 de diciembre de 2009.

## Estructura de la Ley
•	5 títulos (1 título preliminar)
•	46 artículos
•	6 disposiciones adicionales
•	1 disposición transitoria
•	1 disposición derogatoria
•	8 disposiciones finales
•	1 Anexo con definiciones
Nombre de los títulos:
- Título preliminar. Ámbito de aplicación y los principios generales
- Título I. Derechos de los ciudadanos a relacionarse con las administraciones públicas por medios electrónicos
- Título II. Régimen jurídico de la administración electrónica
- Título III. De la gestión electrónica de los procedimientos
- Título IV. Cooperación entre administraciones para el impulso de la administración electrónica

## Principales Características de la Ley 11/2007
Los puntos más destacables de la ley son:
- Los ciudadanos ven reconocidos nuevos derechos. Entre otros el derecho a relacionarse con las administraciones públicas utilizando medios electrónicos[1]
- Creación de la figura del Defensor del Usuario[2]
- La Administración General del Estado tendrá la obligación de hacer estos derechos efectivos a partir del 31 de diciembre de 2009.[3] En las administraciones autonómicas y locales esto queda supeditado a las disponibilidades presupuestarias.[4]
- Es una ley de consenso. En su elaboración han participado otras administraciones, así como ciudadanos, partidos políticos, empresas y asociaciones.[cita requerida]
- Sólo dos países (EE. UU. e Italia) tienen una norma con un contenido tan avanzado.[cita requerida]

## Normativa de desarrollo
- Real Decreto 1671/2009, por el que se desarrolla parcialmente la Ley 11/2007, de 22 de junio, de acceso electrónico de los ciudadanos a los servicios públicos
- Real Decreto 3/2010, por el que se regula el Esquema Nacional de Seguridad en el ámbito de la Administración Electrónica
- Real Decreto 4/2010, por el que se regula el Esquema Nacional de Interoperabilidad en el ámbito de la Administración Electrónica